# 颱風閃電 (2015年)
| 太平洋颱風季             |
| 主題頁 - 專題 - 編輯指南 |

颱風閃電 （英語：Typhoon Atsani，國際編號：1516，聯合颱風警報中心：WP172015，中國大陸以及港澳地區譯名：艾莎尼）是2015年太平洋颱風季第16個被命名的風暴、第6個超級颱風、第5個巔峰強度在萨菲尔-辛普森飓风等级之五級颱風的熱帶氣旋。
該名字第一次使用，取代2009年在重創台灣，造成台灣半世紀以來最嚴重的水患「八八水災」。、中國大陸華南、華東地區的莫拉克。

## 發展過程
2015年8月12日凌晨2時，一熱帶擾動在馬紹爾群島拉塔克礁鏈海面上生成，當日上午7時15分，美國海軍研究實驗室（英語：NRL）給予其擾動臨時編號「98W」，系統水氣大致良好，渦度中心已相當顯著。下午2時，聯合颱風警報中心（英語：JTWC）認為該系統在24小時內形成為熱帶氣旋的機會評級為「低」的評級。即使如此，但當時由於季风槽中產生四個低層環流中心（英語：LLCC），分析圖更顯示其中三個渦度區域泛紅，大環流整合較難，不過因為98W位處熱帶輻合帶東面，未來發展條件較佳。隔夜（13日）11時，聯合颱風警報中心對該系統評級提升為「中」的評級。再隔日（14日）上午3時30分，聯合颱風警報中心對其評級提升為「高」，並對其發布熱帶氣旋形成警報（英語：TCFA）。此時高空輻散明顯優良、系統流出呈放射性。當日下午2時，日本氣象廳將其升格為熱帶低氣壓，並對其發出烈風警報；在此同時，聯合颱風警報中心則將其升格為熱帶低氣壓，並給予編號「17W」，開始對其發布熱帶氣旋警報。
由於熱帶對流層上部槽流出狀態優良，極地方向流出有所減弱，各地氣象機構均研判短期內發展較為緩慢，後期受副熱帶高壓脊位導引而於高緯度處西折。8月15日凌晨2時，日本氣象廳將17W及16W同時升格為熱帶風暴，其中給予前者國際編號「1516」，並命名為「閃電」（英語：Atsani）。，這是2007年海燕與楊柳以來，日本氣象廳首度同時雙雙升格為熱帶風暴的例子。同時，聯合颱風警報中心亦同步升格之。晚間，閃電之對流爆發並演變為中心密集雲團，使得日後之整體系統逐漸增強。8月16日下午2時，日本氣象廳將其升格為強烈熱帶風暴，在此同時，聯合颱風警報中心將其升格為颱風等級。六小時後，日本氣象廳亦跟隨升格為颱風等級，此時閃電底層之風眼以及環流偏大，不過極向流出稍差，以致西、北面對流結構不甚良好。8月17日起，閃電重整結構，開始出現快速增強，強度已有逐漸增強的趨勢。8月19日，閃電位於垂直風切變非常低和極向流出良好的海域，其對稱的中心和額外的雨帶促使聯合颱風警報中心於8月19日上午8時將其升格為超級颱風，當晚8時更將其強度評級為萨菲尔-辛普森飓风等级（英語：SSHS）之下的五級颱風，成為該風季第五個最高強度在五級超級颱風標準之熱帶氣旋。
五級颱風之強度維持六小時後，閃電的強度開始減弱，聯合颱風警報中心在8月20日上午2時將其降格為四級超級颱風，在翌日（21日）上午2時進一歩將其降格為颱風。衛星圖像顯示，其對流正在減少，同時閃電開始發展出「雙重眼壁」（或稱「雙眼牆」、「同心眼牆」）結構，進入「眼壁更替週期」（或稱「眼牆置換循環」）。而增強中的垂直風切變和乾燥的空氣持續侵蝕閃電的西、北面對流結構，其眼壁亦被侵蝕。到了第二天，明顯乾燥的空氣阻止閃電的增強趨勢，多光譜圖像顯示颱風的雲頂温度正在上升。8月23日，閃電勉強維持強度，晚上開始轉向東北方向移動，並開始受到與中緯度斜壓相關的更強的垂直風切變影響。8月24日下午8時，日本氣象廳將其降格為強烈熱帶風暴。同時，聯合颱風警報中心將其降格為熱帶風暴。翌日（25日）上午8時，聯合颱風警報中心對其發出最後警報。下午5時，日本氣象廳表示閃電已轉化為溫帶氣旋。閃電的殘餘系統與颶風洛克的温帶殘餘雲系在26日二合為一，它們合併所成的温帶氣旋最終在27日減弱消散。

## 釋義
1. ↑  聯合颱風警報中心是一個聯合美國海軍和美国空軍的專責小組，並會為西太平洋或其他地區發出熱帶氣旋警告。[2]
2. ↑  當有2種以上全球預報模式表示某低壓區將於未來48小時內發展為熱帶氣旋，聯合颱風警報中心則將該系統之熱帶氣旋形成機會評級為「低」。除非環境異常優良，否則該系統在24小時內發展為熱帶氣旋的機會甚微。[3]
3. ↑  「西風帶」是位於副熱帶高壓與副極地低壓之間（大致在南北緯30至60度之間）的行星風帶。從副熱帶高壓流向副極地低壓的氣流在科里奥利力的作用之下，偏轉成西風（北半球為西南風，南半球為西北風），因此西風為盛行風。[4][5]
4. ↑  「赤道東風帶」位於3000米以上高空，空氣由副熱帶高壓流向赤道附近之低壓，在科里奥利力作用之下形成偏東風。此乃地球三股行星風系中的其中之一，有導引熱帶氣旋向西移動的作用，一般該熱帶氣旋採以每小時20公里左右行進。[6]
5. ↑  「輻散」是指空氣由一個中心向四周散開，通常只有氣旋式輻散，形成原因與輻合的機制相若，只是一般是在高壓系統發生。高空亦能有高壓，所以高空亦能有輻散，高空輻散足夠又有水氣時即可能降水，形成原因與輻合相若。[7][8]
6. ↑  東風帶[注 4]中有時會出現一些低壓波動，在天氣圖或氣流圖中以倒V字低壓槽表示，乃「東風波」。其由東向西傳播，槽前有輻散[注 5]現象，槽後則有輻合；因此東風波左方受下沉氣流影響天氣晴朗，右方則因輻合上升而出現對流性的不穩定天氣。有大約一成的熱帶氣旋就是在東風波之擾動中生成。[9]
7. ↑  「垂直風切」是指比較一垂直高度中的風速及風向差。[10]
8. ↑  「熱帶對流層上部槽」是一條位於熱帶高空（約200百帕面）的槽線，其可經由中緯度西風槽振幅延大而伸展到熱帶而成，亦可為高層反氣旋南側之高空東風倒槽。其將帶來強烈垂直风切变[注 7]而影響熱帶氣旋或熱帶擾動的發展，但亦有情況是因帶來良好的高空輻散而助長熱帶氣旋的發展。在環境許可下，其會發展成擁有完整環流的高空冷心低壓，並有可能發展至地面而誘生出低層之擾動發展。[11]
9. ↑  「低壓槽」指狹長狀的低壓，或從低壓中心向高壓處伸展而等壓線呈V字形的地方。槽後方氣流下沉，槽前方氣流上升而有輻合運動，有利對流及雨帶的發展。槽線活動的觀測在熱帶氣旋預測上有廣範的應用，例如西風帶[注 3]中的長波槽（东亚大槽位於東經120－150度）將推動熱帶氣旋轉往東北方向行進，而東風波[注 6]、熱帶對流層上部槽[注 8]所帶來的高空輻散會有利熱帶氣旋發展等等。[12]
10. ↑  「輻合」是指空氣匯聚的現象，其中又可分為「氣旋式輻合」及「切變式輻合」二種：在地面，空氣在科里奥利力、氣壓梯度力、地形摩擦力以及離心力之共同作用下，以逆時針通過等壓線，呈螺旋式向低壓中心推進，形成風。若低壓中心有閉合等壓線（例如熱帶氣旋），則因角動量守行，離心力加大，而進一步平衡氣壓梯度力，於是產生旋風。同時空氣被迫抬升，空氣上升後地面氣壓便會進一步下降，此即「氣旋式輻合」。而「切變式輻合」則是二種不同風向的風輻合，而使空氣因壓迫抬升，這種切變式的輻合通常出現於鋒面或低壓槽[注 9]處，與前者輻合的分別只是氣旋式的風向變化比較不明顯。[7][8]
11. ↑  「季風槽」又稱「靜風赤道槽」，乃北半球夏季西南季風與副熱帶高壓脊南側之信風輻合[注 10]所形成的低壓槽系統。季風槽的水平結構特徵是外圍風力強，槽中風力弱。在初夏時，越南向東伸展的西南季風及副熱帶高壓脊所帶來的東南風輻合，將構成一股西北西、東南東走向的常態季風槽。又當盛夏時，南半球冷高壓強大，則不時可有越赤道之氣流出現。這些氣流在近赤道附近成為赤道西風，當其與北半球的信風輻合時，便會形成一股西南西、東北東走向的倒向季風槽；倒向季風槽亦是熱帶副合帶的最活躍狀態。[13]
12. ↑  空氣自高壓流向低壓，因科里奥利力作用而產生偏轉，導致其不能直接流入中心，形成旋渦效應。空氣會圍著低壓中心旋轉，該中心即環流中心。當此情況並不明顯時，旋轉較慢、中心不固定，且環流僅出現於低層對流層。[14]
13. ↑  「熱帶輻合帶」為南北半球由副熱帶高壓所吹出的信風輻合所形成。在北半球，東北、西南或西風輻合，即熱帶輻合帶的活躍狀態，又稱季风槽；多出現於南半球信風強勁時，這使到信風跨越赤道後有較大的偏轉，成為赤道西風或西南季風，如此迎面及東北信風輻合下，因產生較大的渦旋環流，配合充裕水氣及強對流之形成，因此極易引起熱帶氣旋從中發展。有約八成的熱帶氣旋於此處形成，與西風帶相似，熱帶輻合帶亦會隨著四季轉變而位置有變，這與副熱帶高壓的強度變化及移動伸展互相影響。在北半球盛夏，當南半球信風爆發時，熱帶副合帶會顯著北移而引致大量熱帶氣旋群集性出現。[15]
14. ↑  當有3種以上全球預報模式表示一低壓區將於未來48小時內發展為熱帶氣旋，聯合颱風警報中心則將該系統之熱帶氣旋形成機會評級為「中」。一般而言，即使發展機會增大，系統過了24小時之後發展成熱帶氣旋的機會才較高；但如果環境良好，系統亦可以在24小時內形成熱帶氣旋。[3]
15. ↑  當有3種以上全球預報模式表示一低壓區將於未來24小時內發展為熱帶氣旋，聯合颱風警報中心則將該系統之熱帶氣旋形成機會評級為「高」的評級，並同步發出熱帶氣旋形成警報。此時該系統於24小時之內形成熱帶氣旋的機會極大，若氣象因素特別有利，該系統更可於6小時內增強為熱帶低氣壓。[3]
16. ↑  日本氣象廳是西北太平洋（含南海在內）的區域專責氣象中心。
17. ↑  前二位為當年公元紀年末二碼（2015），末二位代表閃電是當年被日本氣象廳第16個評級為熱帶風暴的熱帶氣旋。
18. ↑  大氣科學中指大氣中的強放電現象，其放電作用通常會產生電光。此名稱乃首度使用，以取代2009年在臺灣、中國大陸等地造成極大傷亡與損失的颱風莫拉克。[16][17]
19. ↑  「中心密集雲團」是達強烈熱帶風暴級別之熱帶氣旋所擁有的一種特徵，在衛星雲圖上所見為一渾圓，集中及具有組織的密集雲區在中心附近旋轉，通常為積雨雲或塔狀積雲，會引致中心附近有雷暴發生。中心密集雲層區之下應有相當明顯而成熟的螺旋雲帶，同時伸展到雲帶之外；當熱帶氣旋進一步增強至颱風程度時，風眼也會開始在此處的中心區域形成。[19]

## 外部連結
- （日語）日本氣象廳首頁 （页面存档备份，存于）
- （英文）聯合颱風警報中心首頁 （页面存档备份，存于）
- （简体中文）中國國家氣象中心首頁
- （繁體中文）臺灣中央氣象局首頁 （页面存档备份，存于）
- （繁體中文）香港天文台首頁 （页面存档备份，存于）
- （繁體中文）澳門地球物理暨氣象局首頁 （页面存档备份，存于）
- （英文）菲律賓大氣地球物理和天文管理局首頁 （页面存档备份，存于）